# Wolfgang Herrndorf

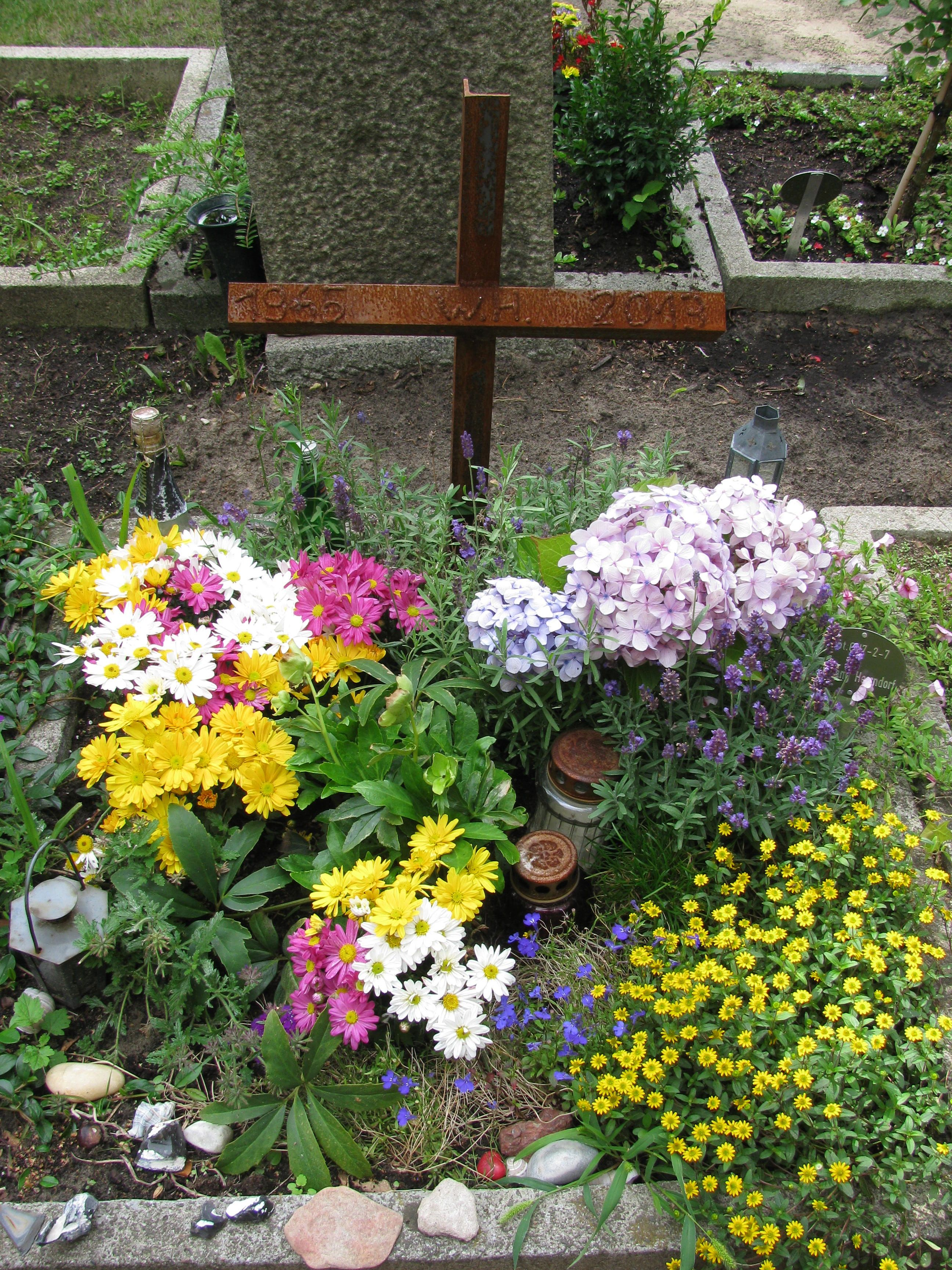
Herrndorfův hrob v Berlíně ('Dorotheenstädtischer Friedhof')

Wolfgang Herrndorf (12. června 1965, Hamburk – 26. srpna 2013, Berlín) byl německý spisovatel a ilustrátor.

## Biografie
Studoval malířství na norimberské Akademii výtvarných umění, posléze se přestěhoval do Berlína. Byl ilustrátorem např. německého satirického časopisu Titanic, nebo autorem knižních obálek nakladatelství Haffmanns-Verlag. Zanechal po sobě zhruba 600 uměleckých prací.
V únoru roku 2010 mu byl diagnostikován nádor na mozku, tzv. glioblastom, následně se podrobil třem operacím a také ozařování. Dle jeho lékařů byla šance na jeho přežití ve výši 17 měsíců. Dne 26. srpna 2013 se zastřelil. Byl pochován na hřbitově 'Dorotheenstädtischer Friedhof' v Berlíně.

## Odraz v umění
Na motivy jeho románu Tschick natočil v roce 2016 Fatih Akin, německý režisér tureckého původu, stejnojmenný film Tschick.

### Přehled děl v originále
- Arbeit und Struktur. Rowohlt Taschenbuch Verlag, 2015. 448 S. (postum vydaný jeho blog)[12]

- Bilder deiner großen Liebe: Ein unvollendeter Roman. Berlin: Verlag Rowohlt Berlin, 2014. 145 S. (postum vydaly Marcus Gärtner a Kathrin Passig)
- Sand: Roman. Berlin: Rowohlt-Verlag, 2011. 480 S.
- Tschick: Roman. Berlin: Rowohlt-Verlag, 2010. 253 S.
- Diesseits des Van-Allen-Gürtels: Erzählungen. Eichborn Verlag, 2007. 192 S.
- In Plüschgewittern: Roman. 2002. 1. vyd. ZWEITAUSENDEINS Versand- Dienst GmbH, 2002. 222 S.

### České překlady
- Písek (orig. 'Sand: Roman'). 1. vyd. Praha : Argo, 2014. 364 S. Překlad: Michaela Škultéty
- Čik (orig. 'Tschick: Roman'). 1. vyd. Praha : Argo, 2012. 221 S. Překlad: Michaela Škultéty

### Ocenění
- 2012 – Preis der Leipziger Buchmesse (Cena Lipského knižního veletrhu) za román Písek[13]